# کریس بار
کریس بار (انگلیسی: Chris Bahr؛ زادهٔ ۳ فوریه ۱۹۵۳) یک ورزشکار، و بازیکن فوتبال اهل ایالات متحده آمریکا است. 